# Hòa ước Kiel
Hòa ước Kiel được ký tại thành phố Kiel (nay là thủ phủ của bang Schleswig-Holstein của Đức) ngày 14 tháng 1 năm 1814 giữa Thụy Điển (đại diện Liên minh thứ sáu chiến thắng) và Đan Mạch (đồng minh của phe Napoléon thua trận), chấm dứt việc Đan Mạch tham dự chiến tranh trong phe hoàng đế Napoléon I của Pháp.

## Nguyên nhân
Trong thời của mình, Napoléon I của Pháp đã gây ra nhiều cuộc chiến tranh liên miên tại châu Âu suốt từ năm 1804 tới năm 1815 với các liên minh của các nước khác, từ Liên minh thứ nhất tới Liên minh thứ 7.
Thời đó Napoléon gây chiến với Nga và Phổ trong Liên minh thứ sáu gồm các nước Anh, Nga, Tây Ban Nha, Bồ Đào Nha, Phổ, Áo, Thụy Điển và vài nước nhỏ ở Đức hiện nay. Bên phe của Napoléon I có Ý, Đan Mạch và vài nước nhỏ khác ở Đức hiện nay.
Trong trận đánh lớn tại Leipzig từ ngày 16 tới ngày 19 tháng 10 năm 1813, phe Napoléon I đã bị bại trận dẫn tới việc thái tử Thụy Điển Karl Johan (1763-1844) buộc vua Frederik VI của Đan Mạch (1768-1839) phải ký hòa ước tại Kiel.

## Nội dung hòa ước
Hòa ước có mấy điểm chính như sau:
- Đan Mạch phải chấm dứt vĩnh viễn việc tham gia chiến tranh trong phe của Napoléon I, đồng thời phải trang bị một đội quân 10.000 người để tham chiến trong Liên minh thứ 6
- Đan Mạch phải trao Na Uy cho Thụy Điển cai trị và trao đảo Heligoland (trên Biển Bắc) cho Anh.
- Bù lại, Đan Mạch được phần lãnh thổ là xứ Pommern thuộc Thụy Điển (ở bờ đông nam biển Baltic, nay thuộc Đức và Ba Lan) và đảo Rügen (trên biển Baltic, nay thuộc Đức) cùng với 1 triệu đồng riksdaler (tiền kim loại bằng bạc của Thụy Điển).

(Tới năm 1815, vua Frederik VI lại đổi xứ Pommern thuộc Thụy Điển và đảo Rügen cho Phổ, để lấy vùng Lauenbrug của Phổ)

## Hậu quả
Na Uy không chấp nhận hòa ước Kiel, mà tuyên bố độc lập và ngày 17 tháng 5 năm 1814, quốc hội lưỡng viện của Na Uy đã lập bản hiến pháp gọi là Hiến pháp Eidsvoll (lập tại Eidsvoll) và cùng ngày đó, lập thái tử Đan Mạch Christian Frederik lên làm vua Christian IIX của Na Uy.
Tuy nhiên, sau một cuộc chiến ngắn với Thụy Điển, thì tới ngày 14 tháng 8 năm 1814, vua Christian IIX phải thoái vị và Quốc hội Na Uy phải ký Hòa ước Moss với vua Karl XIII của Thụy Điển chấp nhận đứng chung trong Liên minh cá nhân, dưới quyền vua Thụy Điển. Liên minh này kéo dài mãi tới năm 1905 mới chấm dứt.
Kể từ Hòa ước Kiel, các thuộc địa Iceland, Greenland và Quần đảo Faroe của Na Uy, chính thức thuộc quyền cai trị của Đan Mạch, mặc dù trên thực tế, Đan Mạch đã quản lý các thuộc địa này từ nhiều năm trước. Tuy nhiên, trên lý thuyết thì luật của Na Uy ngày 15 tháng 4 năm 1687 vẫn còn hiệu lực tại Iceland và quần đảo Faroe.